# Skip Beat!
Skip Beat! (jap. スキップ・ビート! Sukippu Bīto!) – shōjo-manga autorstwa Yoshiki Nakamury. Ukazała się po raz pierwszy w japońskim magazynie „Hana to Yume” w 5 stycznia 2002 roku. Do tej pory zostało wydanych 44 tomy. 
Na jej podstawie powstał serial anime, stworzony przez studio Hal Film Maker, którego pierwszy odcinek został wyemitowany 5 października 2008 roku, a ostatni 29 marca 2009.

## Opis fabuły
Główną bohaterką historii jest 16-letnia Kyōko Mogami, której przyjacielem z dzieciństwa i miłością życia jest Shō Fuwa, znany piosenkarz. Dziewczyna bardzo się o niego troszczy i w każdej sytuacji go wspiera. Pewnego razu Kyōko podsłuchuje rozmowę Shō z jego menadżerką, podczas której chłopak narzeka na Mogami i otwarcie przyznaje się, że od zawsze ją wykorzystywał. Słysząc to, Kyōko wpada w szał i przysięga Shō, że dostanie się do show-biznesu i zemści się na nim. W konkurencyjnej agencji o nazwie L.M.E. dziewczyna trafia na słynnego i bardzo przystojnego aktora Rena Tsurugę, największego rywala Fuwy.

## Bohaterowie

### Główni
- Kyōko Mogami (jap. 最上 キョーコ Mogami Kyōko)

Seiyū: Marina Inoue 
Kyōko to 16-letnia dziewczyna, inteligentna i pracowita. Jeśli na czymś bardzo jej zależy, to zawsze daje z siebie wszystko. Jej przyjacielem z dzieciństwa jest Shōtaro Fuwa, w którym była również zakochana. Ciężko pracowała, aby jej ukochany miał jak najlepiej. Gdy dowiedziała się, że Shōtaro tak naprawdę tylko ją wykorzystuje i wcale mu na niej nie zależy, znienawidziła go i postanowiła się na nim zemścić. Postanowiła udać się do agencji L.M.E., aby zdobyć sławę. Po tym, jak nie przeszła przesłuchania, dostała drugą szansę i trafiła do sekcji Love-Me. Jej zadaniem jest pomaganie innym i sprawienie, aby ludzie ją pokochali. Podczas pracy Kyōko często spotyka się ze znanym Renem Tsurugą, jednak aktor nie pochwala jej motywacji, którą jest zemsta na Shō.
- Shōtarō "Shō" Fuwa (jap. 不破 松太郎 "尚" Fuwa Shōtarō "Shō")

Seiyū: Mamoru Miyano 
Shō to 17-letni znany piosenkarz. Jest przystojny, świetnie śpiewa, przez co jest bardzo popularny. Konkuruje z Renem Tsurugą. Jego prawdziwym imieniem jest Shōtarō, jednak nie ujawnia go, gdyż jest staroświeckie. Wykorzystuje Kyōko, która ciężko dla niego pracuje. Nie przejmuje się zerwaniem z Mogami. Początkowo nie wie, że dziewczyna przefarbowała włosy i trafiła do agencji L.M.E., więc jest bardzo zaskoczony, gdy pewnego razu Kyōko wyjawia mu prawdę.
- Ren Tsuruga (jap. 敦賀 蓮 Tsuruga Ren)

Seiyū: Katsuyuki Konishi 
Ren to 20-letni słynny aktor, bardzo przystojny i miły. Poważnie podchodzi do swoich aktorskich obowiązków. Nie popiera motywacji Kyōko i od razu daje jej to do zrozumienia. Jednak z czasem zaczyna lubić dziewczynę i często daje jej rady i wskazówki odnośnie do aktorstwa.

## Muzyka
Opening
- "Dream Star" – generous (odc. 1–19)
- "Renaissance" – generous (odc. 20–25)

Ending
- "Namida" – 2BACKKA (odc. 1–19)
- "Eien (永遠)" – Yūsaku Kiyama (odc. 20–24)
- "Dream Star" – generous (odc. 25)